# 蘆竹國民運動中心
桃園市蘆竹國民運動中心於2019年11月26日開幕試營運，成為桃園升格以來第5座正式營運的運動中心，座落仁愛路一段49號，為地下2層、地上4層的綜合性運動場館。

## 設施介紹
- B2 汽車停車場
- B1 機車停車場
- 1F 服務中心 / 販賣部 / 兒童體適能教室 / 游泳池 / VR虛擬實境
- 2F 有氧教室 / 懸吊訓練教室 / 撞球區 / 智能教室
- 3F 體適能中心 / 綜合球場 / 桌球區 / 社區教室 / 飛輪教室 / 重訓教室A / 重訓教室B
- 4F 壁球場 / 抱石練習場 / 瑜珈教室A / 瑜珈教室B
- R1 直排輪練習場

## 沿革
2013年，時任鄉長褚春來曾規劃於「前內政部北區兒童之家院長宿舍暨員工宿舍群」興建，並向體育司申請補助，孫毓晴等人組織「搶救南崁珍貴老樹老房子聯盟」，抗議未兌現選前承諾保留作為公園。
2015年3月20日，桃園市長鄭文燦正式宣布改至五福游泳池興建。2017年7月完成評選，8月7日動土開工。
2017年獲中華建築金石獎、中華民國不動產協進會國家卓越建設獎，2018年得桃園市工務局金品獎建築類第二級佳作，並於2019年完工試營運。

## 相關資料
- 臺灣國民運動中心列表

## 外部連結
- 桃園市蘆竹國民運動中心 官網 （页面存档备份，存于）
- 桃園市蘆竹國民運動中心 粉絲的Facebook專頁
- 桃園市蘆竹國民運動中心的Instagram帳戶